# Fernwald
Fernwald település Németországban, Hessen tartományban. Lakosainak száma 7217 fő (2023. december 31.).

## Népesség
A település népességének változása:
| Lakosok száma | 6682 | 6681 | 7048 | 7150 | 7217 |
|               | 2017 | 2019 | 2021 | 2022 | 2023 |